# Спадкоємиця (фільм)
«Спадкоємиця» (англ. The Heiress) — американський драматичний фільм 1949 року, знятий режисером Вільямом Вайлером на основі однойменної п'єси (1947) Рут та Огастеса Гетц, своєю чергою заснованої на романі «Вашингтон-сквер» (1880) Генрі Джеймса. У головних ролях Олівія де Гевіленд і Монтгомері Кліфт.

## Сюжет
Кетрін Слопер, єдина дочка та спадкоємиця заможного нью-йоркського лікаря-вдівця, проста, сором'язлива дівчина. Вона рідко буває у товаристві та піклується про батька, наївно не помічаючи його презирливого ставлення до неї. Якось на балу вона знайомиться з Морісом Таунсендом, в якого шалено закохується. Її батько вважає, що Моріса більше цікавлять статки, які успадкує Кетрін, аніж вона сама. Батько відвозить її до Європи, та Кетрін з Морісом продовжують підтримувати зв'язок через її тітку Лавінію. Після повернення Кетрін повідомляє Морісу, що вирішила відмовитися від спадщини, покинути батька та втекти разом з ним. Кетрін пакує речі й всю ніч чекає на Моріса, але той так і не з'являється.
Невдовзі помирає її батько. Кілька років потому Моріс повертається з Каліфорнії й зустрічає Кетрін — багату та неодружену. Він знов освідчується їй у коханні, пояснює, що тоді покинув її, бо не хотів, аби через нього вона зазнала бідності. Кетрін приймає його вибачення, дарує коштовні запонки, які колись придбала для нього в Парижі, а потім погоджується відтворити обставини їхньої провальної втечі. Моріс обіцяє приїхати по неї вночі, вона запевняє, що зараз же почне збирати речі. Коли цього разу він дотримує слова й з'являється на ганку, Кетрін спокійно наказує служниці замкнути двері. Моріс не припиняє кликати Кетрін. Тітка Лавінія питає її, як вона може бути такою жорстокою, на що Кетрін холодно відмовляє: «Мене вчили справжні майстри», після чого спокійно рушає сходами нагору.

## У ролях
| Актор              | Роль                               |
| ------------------ | ---------------------------------- |
| Олівія де Гевіленд | Кетрін Слопер                      |
| Монтгомері Кліфт   | Моріс Таунсенд                     |
| Ральф Річардсон    | доктор Остін Слопер, батько Кетрін |
| Міріам Гопкінс     | тітка Лавінія                      |
| Ванесса Браун      | Марія                              |
| Мона Фріман        | Меріан Олмонд                      |
| Селена Ройл        | Елізабет Олмонд                    |
| Рей Коллінз        | Джефферсон Олмонд                  |

## Нагороди та номінації
Оскар (1950)
- Найкраща акторка — Олівія де Гевіленд.
- Найкраща робота художника-постановника — Джон Міен, Гаррі Горнер та Еміль К'юрі.
- Найкращий дизайн костюмів — Едіт Хед та Джайл Стілк.
- Найкраща музика до фільму — Аарон Копленд.
- Номінація на найкращий фільм — Вільям Вайлер.
- Номінація на найкращого режисера — Вільям Вайлер.
- Номінація на найкращого актора другого плану — Ральф Річардсон.
- Номінація на найкращу операторську роботу — Лео Товер.

Золотий глобус (1950)
- Найкраща акторка у драматичному фільмі — Олівія де Гевіленд.
- Номінація на найкращого режисера — Вільям Вайлер.
- Номінація на найкращу акторку другого плану — Міріам Гопкінс.

Національна рада кінокритиків США (1949)
- Найкраща акторка — Олівія де Гевіленд.
- Найкращий актор — Ральф Річардсон.